# Plezalni park
Plezalni park je objekt, kjer se udeleženec brez sestopanja giblje po zaporedno postavljenih plezalnih elementih, ki tvorijo posamezno plezalno pot, pri čemer plezalni elementi predstavljajo različne motorične, miselne ali psihološke izzive.

## Terminologija
Za plezalne parke se v svetu uporablja precej različnih poimenovanj. V Sloveniji sta se uveljavila izraza pustolovski park in adrenalinski park.
Adrenalinski park ali pustolovski park je besedna zveza, ki se v Sloveniji pogosto uporablja za poimenovanje različnih plezalnih parkov.

## Zgodovina
Zgodovinske korenine segajo v leto 1942, ko je bil v mestu Aberdovey v Združenem kraljestvu ustanovljen prvi program "Outward Bound", namenjen usposabljanu mladih. Program ki naj bi mladim dal potrebne izkušnje in veščine, je vključeval tudi vaje na poligonu z ovirami, pripravljenimi po zgledu vojaških poligonov. Prav ta poligon pa predstavlja predhodnika današnjih plezalnih parkov - HRC poligonov. Izkušnje so pokazale, da vaje na poligonu pomembno dvigujejo njihovo samozavest in sposobnost sodelovanja z drugimi člani v skupini. Uspeh prvega "Outward Bound" programa je privedel do razmaha te dejavnosti. Tovrstne centre so začeli ustanavljati po vsej Veliki Britaniji. Leta 1962 je bil prvi tak center ustanovljen tudi v Koloradu, v Združenih državah Amerike. Danes "Outward Bound" deljuje že v 24 državah, namenjen pa je predvsem delu z mladostniki (Priest & Gass, 1997).
V Massachusettsu, ZDA, so leta 1971 nekatere elemente  programa uporabili za razvoj novega programa, namenjenega predvsem osnovnošolcem in srednješolcem, ter znanega pod imenom "Project Adventure". V okviru tega programa so postavili tudi prvi sodobni plezalni park, ki je predstavljal nadgradnjo dosedanjih. Prav neverjetnemu uspehu usposabljanja na tem poligonu gre pripisati, razvoj plezalnih parkov, ki se danes uporabljajo tako v izobraževalne, turistične, športne in terapetvske namene.

## Oblike plezalnih parkov
Plezalni parki se med seboj razlikujejo po vrsti uporabljenih materialov, vrsti rabe, vrsti uporabe varnostnih sistemov in obliki terena na katerem so postavljeni. Temelnji namen vseh plezalnih parkov, kljub uporabi različnih konstrukcijskih sistemov pa je njihova varna uporaba, ki jo podrobneje določa standard EN 15667-1.

## Ločevanje

### Po konstrukciji:
- Trajni in mobilni
- Eno- ali večnivojski
- Plezalni parki na umetni leseni konstrukciji ali jekleni konstrukciji
- V gozdu na obstoječih drevesih
- Otroški plezalni parki / otroška igrišča

### Po uporabi varovalnih sistemov:
- Klasični samovarni sistem (self belay system)
- Pametni varovalni sistem (smart belay sistem)
- Neprekinjeni varovalni sistem (continious belay sistem)
- Varovanje z vrha (top rope)

### Z vidika uporabnika:
- Individualni plezalni elementi
- Skupinski plezalni elementi
- Atrakcije

## Plezalni elementi
- Pristopni elementi
- Elementi spretnosti
- Pohodni elementi
- Prečke
- Sestopni elementi
- Atrakcije